# Giro dell’Appennino
Der Giro dell’Appennino ist ein italienisches Straßenradrennen im Apennin.
Das Eintagesrennen wurde 1934 zum ersten Mal ausgetragen. Seit 2005 zählt das Rennen zur UCI Europe Tour und ist in die Kategorie 1.1 eingestuft. Rekordsieger ist der Italiener Gianbattista Baronchelli. Er konnte den Giro dell’Appennino sechsmal hintereinander gewinnen.

## Sieger
- 1934  Augusto Como
- 1935  Augusto Como
- 1936  Settimio Simonini
- 1937  Cino Cinelli
- 1938  Luigi Ferrando
- 1939  Lorenzo Mazzarello
- 1940-1945 nicht ausgetragen
- 1946  Enrico Mollo
- 1947  Alfredo Martini
- 1948  Settimio Simonini
- 1949  Dino Rossi
- 1950  Renzo Soldani
- 1951  Rinaldi Moresco
- 1952  Giorgio Albani
- 1953  Angelo Conterno
- 1954  Giorgio Albani
- 1955  Fausto Coppi
- 1956  Cleto Maule
- 1957  Aurelio Cestari
- 1958  Cleto Maule
- 1959  Silvano Ciampi
- 1960  Emile Daems
- 1961  Adriano Zamboni
- 1962  Franco Balmamion
- 1963  Italo Zilioli
- 1964  Franco Cribiori
- 1965  Michele Dancelli
- 1966  Michele Dancelli
- 1967  Michele Dancelli
- 1968  Gianni Motta
- 1969  Felice Gimondi
- 1970  Gianni Motta
- 1971  Gösta Pettersson
- 1972  Felice Gimondi
- 1973  Italo Zilioli
- 1974  Giovanni Battaglin
- 1975  Fabrizio Fabbri
- 1976  Francesco Moser
- 1977  Gianbattista Baronchelli
- 1978  Gianbattista Baronchelli
- 1979  Gianbattista Baronchelli
- 1980  Gianbattista Baronchelli
- 1981  Gianbattista Baronchelli
- 1982  Gianbattista Baronchelli
- 1983  Marino Lejarreta
- 1984  Mario Beccia
- 1985  Francesco Moser
- 1986  Gianni Bugno
- 1987  Gianni Bugno
- 1988  Gianni Bugno
- 1989  Moreno Argentin
- 1990  Flavio Giupponi
- 1991  Dirk De Wolf
- 1992  Claudio Chiappucci
- 1993  Giuseppe Calcaterra
- 1994  Eugeni Berzin
- 1995  Francesco Casagrande
- 1996  Wladimir Belli
- 1997  Pawel Tonkow
- 1998  Pawel Tonkow
- 1999  Simone Borgheresi
- 2000  Mauro Zanetti
- 2001  Alexander Schefer
- 2002  Giuliano Figueras
- 2003  Gilberto Simoni
- 2004  Damiano Cunego
- 2005  Gilberto Simoni
- 2006  Rinaldo Nocentini
- 2007  Alessandro Bertolini
- 2008  Alessandro Bertolini
- 2009  Vincenzo Nibali
- 2010  Robert Kišerlovski
- 2011  Damiano Cunego
- 2012  Fabio Felline
- 2013  Davide Mucelli
- 2014  Sonny Colbrelli
- 2015  Omar Fraile
- 2016  Sergei Firsanow
- 2017  Danilo Celano
- 2018  Giulio Ciccone
- 2019  Mattia Cattaneo
- 2020  Ethan Hayter
- 2021  Ben Hermans
- 2022  Louis Meintjes
- 2023  Marc Hirschi
- 2024  Jan Christen
- 2025  Diego Ulissi

## Siegerinnen
- 2025  Matilde Vitillo